# テネリフレース
テネリフレース（Teneriffe Lace）とは、16世紀にテネリフ島（カナリア諸島）で生まれたレースで、その形からソルレース（Sol Lace）、ラテンアメリカで多く作られているため、ブラジリアンレース（Brazilian Lace）、ボリビアンレース（Bolivian Lace）ともいう。
通常、かぎ針等は使わないが、レール針（先がとがっておらず曲がっているもの）を用いる場合がある。
四角や丸などの形の台の縁にピンを何本も立て、糸をそれに掛けながら放射状に渡し、その隙間をかがったり、結んだりして、隙間を埋めたりモチーフをつないで模様をつくるレースである。